# Efate (zoologia)
Efate Berland, 1938 è un genere di ragni appartenente alla famiglia Salticidae.

## Etimologia
Il nome deriva dall'isola di Éfaté, dell'arcipelago delle Vanuatu dove Berland raccolse i primi esemplari nel 1938.
Anche il genere Araneotanna, sempre della famiglia Salticidae prende il nome dall'isola di Tanna appartenente allo stesso arcipelago.

## Descrizione
Sono ragnetti essenzialmente mirmecofili di piccole dimensioni, non superano i 5 millimetri di lunghezza.
Hanno alcuni caratteri in comune col genere Rarahu Berland, 1929; se ne differenzia in quanto quest'ultimo ha processi spinali solo sui metatarsi del primo paio di zampe. Molte similitudini vi sono anche col genere Sobasina: mentre in Efate l'epigino femminile ha le aperture ben distinte e separate e i dotti corti, in Sobasina le aperture dell'epigino sono ravvicinate e i dotti lunghi.

## Distribuzione
Le tre specie note di questo genere sono diffuse in varie isole dell'Oceania; in particolare E. raptor è endemica delle Isole Figi e le altre due specie sono state rinvenute in più arcipelaghi.

## Tassonomia
A maggio 2010, si compone di tre specie:
- Efate albobicinctus Berland, 1938[3] — Guam, Isole Caroline, Nuove Ebridi, Isole Samoa, Isole Figi
- Efate fimbriatus Berry, Beatty & Prószynski, 1996 — Isole Caroline, Isole Marshall
- Efate raptor Berry, Beatty & Prószynski, 1996 — Isole Figi